# Polyblastia intermedia
Polyblastia intermedia är en lavart som beskrevs av Theodor 'Thore' Magnus Fries. Polyblastia intermedia ingår i släktet Polyblastia, och familjen Verrucariaceae. Enligt den finländska rödlistan är arten nära hotad i Finland. Arten är reproducerande i Sverige. Artens livsmiljö är kalkstensklippor och kalkbrott, inklusive bar kalkjord.